# Raed Fedaa
Raed Fedaa, né le 20 mai 1997 à Tunis, est un footballeur tunisien. Il évolue au poste d'ailier droit à l'Espérance sportive de Tunis.

## Biographie
Formé à l'Espérance sportive de Tunis, il est prêté au début de la saison 2017-2018 à l'Espérance sportive de Zarzis où il joue dix rencontre, avant une blessure qui met un terme prématuré à sa saison. Il joue son premier match avec ce club le 10 septembre 2017 contre l'Étoile sportive du Sahel, à Zarzis (0-1). Au début de la saison saison 2018-2019, il rentre à l'Espérance sportive de Tunis. Il y joue son premier match le 2 décembre 2018, au stade Hamda-Laouani de Kairouan, contre la Jeunesse sportive kairouanaise, lors duquel il marque son premier but (0-2). Il joue son premier match en Ligue des champions de la CAF le 16 mars 2019, contre le FC Platinum au Zimbabwe (victoire de l'EST 1-2).

## Statistiques
| Saison                | Club                  | Championnat           | Championnat | Championnat | Coupe(s) nationale(s) | Coupe(s) nationale(s) | Supercoupe | Supercoupe | Compétition(s) continentale(s) | Compétition(s) continentale(s) | Compétition(s) continentale(s) | Total | Total |
| Saison                | Club                  | Division              | M.          | B.          | M.                    | B.                    | M.         | B.         | Comp.                          | M.                             | B.                             | M.    | B.    |
| 2017-2018             | ES Zarzis             | 1                     | 10          | 0           | 0                     | 0                     | 0          | 0          | -                              | 0                              | 0                              | 10    | 0     |
| Sous-total            | Sous-total            | Sous-total            | 10          | 0           | 0                     | 0                     | 0          | 0          | -                              | 0                              | 0                              | 10    | 0     |
| 2018-2019             | ES Tunis              | 1                     | 8           | 2           | 0                     | 0                     | 0          | 0          | C1                             | 1                              | 0                              | 9     | 2     |
| 2019-2020             | ES Tunis              | 1                     | 6           | 1           | 0                     | 0                     | 0          | 0          | C1+CM                          | 5                              | 0                              | 11    | 1     |
| 2020-2021             | ES Tunis              | 1                     | 11          | 0           | 1                     | 0                     | 0          | 0          | C1                             | 3                              | 0                              | 15    | 0     |
| 2021-2022             | ES Tunis              | 1                     | 17          | 1           | 2                     | 0                     | 0          | 0          | C1                             | 4                              | 0                              | 23    | 1     |
| 2022-2023             | ES Tunis              | 1                     | 11          | 0           | 0                     | 0                     | 0          | 0          | C1                             | 2                              | 0                              | 13    | 0     |
| Sous-total            | Sous-total            | Sous-total            | 53          | 4           | 3                     | 0                     | 0          | 0          | -                              | 15                             | 0                              | 71    | 4     |
| Total sur la carrière | Total sur la carrière | Total sur la carrière | 63          | 4           | 3                     | 0                     | 0          | 0          | -                              | 15                             | 0                              | 81    | 4     |

## Palmarès
- Champion de Tunisie en 2019, 2020, 2021 et 2022 avec l'Espérance sportive de Tunis
- Ligue des champions de la CAF en 2019 avec l'Espérance sportive de Tunis
- Supercoupe de Tunisie en 2019